# گیاه‌پارچ باریک
گیاه‌پارچ باریک (نام علمی: Nepenthes gracillima)، یک گونه از سرده گیاه‌پارچ‌ها و بومی مناطق مرتفع شبه‌جزیره مالزی می‌باشد.

## جوره‌های گونه
گیاه‌پارچ باریک شکل رامیسپینا (۲۰۰۰) (گیاه‌پارچ شاخه‌مهمیز)
گیاه‌پارچ باریک جوره ماجور (۱۹۲۴)